# William Chatterton Dix
William Chatterton Dix (Bristol, 14 de junio de 1837 – Cheddar, 9 de septiembre de 1898) fue un poeta y letrista británico, autor de himnos religiosos y villancicos.

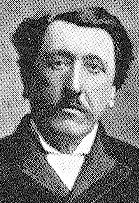
William Chatterton Dix (1837-1898)

En su vida, escribió alrededor una cuarentena entre himnos y villancicos.  Entre sus composiciones más célebres, figuran los textos de los villancicos As with Gladness Men of Old y What Child Is This?.

## Biografía
William Chatterton Dix nació en Bristol (Inglaterra), el 14 junio (o 14 mayo) 1837. Su padre era un cirujano y dio al hijo el nombre Chatterton en honor del poeta Thomas Chatterton, del cual había escrito una biografía, titulada The Life of Thomas Chatterton.
De joven frecuentó la Bristol Grammar School con la intención de emprender la carrera en ámbito comercial.
En seguida, llegó a ser director de una compañía aseguradora naval a Glasgow.
Después de caer enfermo, empezó a dedicarse a la poesía.

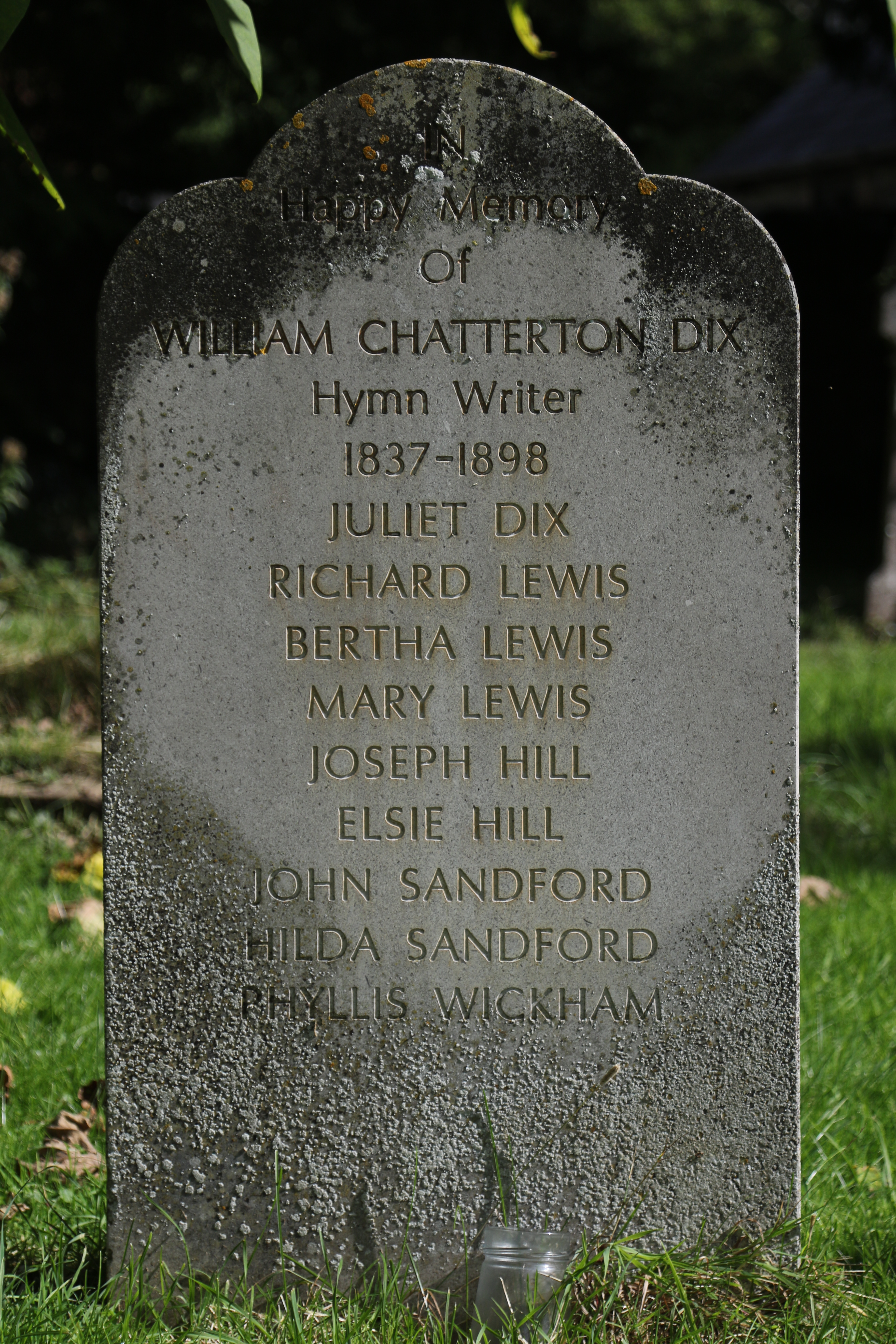
Tumba de William C. Dix, Iglesia de San Andrés, Cheddar

El día de la Epifania del 1860, mientras estaba en cama enfermo, compuso el texto del villancico As with Gladness, Men of Old.
En el 1885, escribió la obra The Pattern Life, una recogida de himnos inéditos destinada a los niños.
Murió en Cheddar, en el Somerset, el 9 de septiembre de 1898.

## Obras y Colecciones (lista parcial)[3][8][10]
- Hymns of Love and Joy (1861)
- Altar Songs, Verses on the Holy Eucharist (1867)
- A Vision of All Saints (1871)
- Seekers of a City (1878)
- The Pattern Life (1885)

## Composiciones (lista parcial)[2][3][6][8][9]
- Alleluia! Sing to Jesus!
- As with Gladness, Men of Old (1860)
- Christians, Car¬ol Sweetly
- Come unto Me, Ye Weary
- God Com¬eth, Let the Heart Prepare
- How Long, O Lord, How Long, We Ask
- In Our Work and in Our Play
- In the Hollow of Thine Hand
- Lift Up Your Songs, Ye Angel Choirs
- Lift Up Your Songs, Ye Thankful
- Like Silver Lamps in a Distant Shrine
- The Manger Throne
- Now in Numbers Softly Flowing
- Now, My Soul, Rehearse the Story
- Now, O Father, We Adore Thee
- Only One Prayer Today
- On the Waters Dark and Drear
- O Thou, the Eternal Son of God
- Sitting at Receipt of Custom
- The Stars Above Our Head
- To Thee, O Lord, Our Hearts We Raise
- A Vision of All Saints (1871)
- What Child is This?
- When the Shades of Night Are Falling
- Within the Temple's Hallowed Courts